# 希臘文化
希臘文化历经数千年演變，其发展脉络可追溯至邁錫尼文化，后进入最輝煌的古典希臘文化時期，随后受到羅馬帝國及拜占庭帝國的影響。此外，拉丁文化，法蘭克王國，鄂圖曼土耳其帝國，威尼斯共和國，熱內亞共和國，大英帝國等其他文化或國家，也对現代希臘有所影響。多數歷史學家认为，希臘獨立戰爭是復興希臘文化的主要契机，使得多元的文化得以統一。
古代希臘是西方文明的起源。現代民主肇因於希臘民主、陪審團制度，及法律之下人人平等。希臘人能夠在許多學科有所發展，如生物學、幾何學、歷史學、哲學、物理學等等，得益于他們的思考有系統。希臘人亦引介許多文學格式，如史詩、詩歌、歷史、悲劇、喜劇等等。他們追求調理與調和，這種美的概念对西方艺术产生深远的影响。

## 建築

### 古希臘
古希臘建築以神殿和劇場為名。

### 拜占庭式希臘
拜占庭建築指拜占庭帝國的建築。拜占庭建築強調希臘式十字形布局，拜占庭式的柱頭（愛奧尼亞式跟哥林式的混合），小圓頂建築圍繞著中央主要圓頂建築等等。

### 現代希臘
鄂圖曼土耳其佔領期間，希臘建築的重點在海外希臘人的東正教教堂。西歐建築深深地影響了海外希臘人所建的教堂及其他以知識份子為主的機構、學校等等。19世紀希臘獨立之後，不論公共建築或私人宅院都大大採用新古典主義的建築。而教堂方面，則受到新拜占庭主義的影響。
1933年，法國建築師勒·柯布西耶在現代建築國際會議中提出《雅典憲章》，參加這次活動的建築師還有其他希臘包浩斯派建築師Ioannis Despotopoulos、Dimitris Pikionis、Patroklos Karantinos及Takis Zenetos。1960-70年代，希臘旅遊組織（Hellenic Tourism Organisation）提出全國的飯店建設計畫--Xenia，旨在改善希臘旅遊建設，為希臘近代史上最大的建設計劃。1950-1958年主要由建築師Charalambos Sfaellos負責，而自1957年開始，由建築師Aris Konstantinidis旗下的團隊主導建築設計。

## 電影院
電影于1896年在希臘首次出現，但首座電影院是在1907年初現。Asty電影公司于1914年成立，此后開始製作長片。希臘有名的愛情故事Golfo (Γκόλφω)即是首部希臘長片(雖然在這之前已有其他小型製片公司)。1931年，Orestis Laskos導演歐洲首部含有裸露鏡頭的電影--Daphnis and Chloe (Δάφνις και Χλόη)，此部電影亦是希臘第一部於海外上映的電影。1944年Katina Paxinou在For Whom the Bell Tolls中獲得奧斯卡最佳女配角獎。
1950年代及1960年代早期被公認是希臘電影的黃金時期。此時期的導演及演員被認為在希臘歷史上扮演着重要角色，他们当中的部分人也享有国际声誉，例如Mihalis Kakogiannis、Alekos Sakellarios、梅利纳·梅尔库里、Nikos Tsiforos、Iakovos Kambanelis、Katina Paxinou、Nikos Koundouros、Ellie Lambeti、艾琳·帕帕斯等等。每年製播超過60部電影，多含有「黑色電影」的元素。有名的包含Ηκάλπικη λίρα(1955年由Giorgos Tzavellas執導)、Πικρό Ψωμί(1951年由Grigoris Grigoriou執導)、O Drakos(1956年由Nikos Koundouros執導)、Stella(1955年由Cacoyannis執導、劇本Kampanellis)。Cacoyannis亦和Anthony Quinn執導Zorba the Greek，獲得最佳導演、最佳改編劇本、最佳影片提名等獎項。Finos Film在此時期也製作許多電影，如Λατέρνα, Φτώχεια και Φιλότιμο, Η Θεία από το Σικάγο, Το ξύλο βγήκε από τον Παράδεισο等等。1970及80年代，泰奧•安哲羅普洛斯執導一系列的電影，他的「永恆與一天」於1998年的坎城影展獲得金棕櫚獎以及Prize of the Ecumenical Jury。
希臘有名的電影製作人也包含希臘美籍猶太裔的Elia Kazan。